# Saint-Quentin-la-Chabanne

 Saint-Quentin-la-Chabanne  (en occitano Sent-Quentin-la-Chabana) es una comuna (municipio) de Francia, en la región de Lemosín, departamento de Creuse, en el distrito de Aubusson y cantón de Felletin.
Su población en el censo de 1999 era de 372 habitantes.
Está integrada en la Communauté de communes d’Aubusson-Felletin.

## Demografía
| 415 | 431 | 419 | 416 | 443 | 372 |
| Para los censos de 1962 a 1999 la población legal corresponde a la población sin duplicidades (Fuente: INSEE [Consultar]) |     |     |     |     |     |